# Hans Hartmut Karg
Hans Hartmut Karg (* 23. Oktober 1947 in Nördlingen) ist ein deutscher Erziehungswissenschaftler und Dichter und war neben seiner vierzigjährigen Prüfertätigkeit an der Universität Erlangen-Nürnberg 40 Jahre Lehrer und 30 Jahre Rektor einer Hauptschule. Hans Hartmut Karg beschäftigt in seinen Forschungen sich mit dem Personalmentalismus, der A-Pädagogik, der Otiospädagogik, der Mentalitätspädagogik.

## Werk
Das Werk des Erziehungsphilosophen und Erziehungswissenschaftlers orientiert sich an der Normenvernetzung von Intentions-, Funktions- und Konditionsnormen im Verhältnis zu den Normen langer Reichweite (Phylogenesenormen), den Normen mittlerer Reichweite (Soziogenesenormen) und den Normen kurzer Reichweite (Biografienormen).
Als Beobachtungskriterien gelten Esse Est Percipi (zu deutsch: Sein ist Wahrgenommenwerden) des George Berkeley im methodischen Kontext zu Respondeo Ergo Sum (zu dt. Antwortend bin ich) des Martin Buber.
Als wesentliche Erkenntnis erscheint in der Analyse spätkultureller Entwicklung in seinem Werk die Beobachtung, dass der Rückbezug auf sexualisierte, spassgesellschaftliche und funktionsgeleitete Handlungsführungen die Gefahr wachsen lässt, den humanisierenden Grundwert der Kultur zu vernachlässigen, Lesen, Schreiben, Rechnen, Malen, Komponieren, Erfinden etc. zu übergehen, weil unterhalterische und kompensatorische Lebensziele bedeutsamer werden als ideal- und realgeleitete. Dadurch gefährden solche Kulturträume im Rückfall auf ältere Verhaltensformen der frühmenschlichen Stammesgeschichte durch die dort lebenden Menschen die Umwelt, die Bevölkerungsplanung und vor allem auch den Persönlichkeitsschutz.
| Personendaten    | Personendaten                       |
| ---------------- | ----------------------------------- |
| NAME             | Karg, Hans Hartmut                  |
| KURZBESCHREIBUNG | deutscher Erziehungswissenschaftler |
| GEBURTSDATUM     | 23. Oktober 1947                    |
| GEBURTSORT       | Nördlingen                          |